# ウィーンフィル・ニューイヤーコンサート1996
ウィーンフィル・ニューイヤーコンサート1996(ドイツ語: Neujahrskonzert der Wiener Philharmoniker 1996)は、ウィーン・フィルハーモニー管弦楽団による1996年のニューイヤー・コンサート。指揮者はロリン・マゼールが務めた（9回目)。

## 概要
- ピッツバーグ交響楽団とバイエルン放送交響楽団の音楽監督を務めていたロリン・マゼールが1994年以来2年ぶり9回目に指揮台に立った。
- ヨハン・シュトラウス1世、ヨハン2世、ヨーゼフ、エドゥアルトのシュトラウス一家の作品に加え、カール・ミヒャエル・ツィーラーの作品も演奏されている。
- ニューイヤー・コンサートの初登場曲が6曲を数える。

## 演奏曲目
★はニューイヤー・コンサート初登場曲

### 第１部
- 祝典行進曲 Op.452 (ヨハン・シュトラウス2世)　★
- ワルツ「ウィーンの市民」Op.419 (カール・ミヒャエル・ツィーラー)
- ポルカ・マズルカ「ナスヴァルトの娘」Op.267（ヨーゼフ・シュトラウス)　★
- ポルカ・フランセーズ「花祭り」Op.111 (ヨハン・シュトラウス2世)　★
- 入江のワルツ Op.411 (ヨハン・シュトラウス2世)
- ポルカ・シュネル「喜んで」Op.228（エドゥアルト・シュトラウス）

### 第２部
- 喜歌劇「くるまば草」序曲 (ヨハン・シュトラウス2世)
- ワルツ「フェニックスの羽ばたき」Op.125 (ヨハン・シュトラウス2世)　★
- ポルカ・マズルカ「踊るミューズ」Op.266(ヨーゼフ・シュトラウス)
- 喜歌劇「理性の女神」序曲（ヨハン・シュトラウス2世)　★
- 2度のポルカ Op.258（ヨハン・シュトラウス2世)　★
- ワルツ「皇帝円舞曲」Op.437 (ヨハン・シュトラウス2世)
- ポルカ・シュネル「騎手」Op.278（ヨーゼフ・シュトラウス）

### アンコール
- 狂乱のポルカ Op.260 (ヨハン・シュトラウス2世)
- ワルツ「美しく青きドナウ」Op.314 (ヨハン・シュトラウス2世)
- ラデツキー行進曲 Op.228 (ヨハン・シュトラウス1世)

## エピソード
- 第1部の「ナスヴァルトの娘」と第2部の喜歌劇「理性の女神」序曲で指揮者のロリン・マゼールがソロ・ヴァイオリンを披露している。
- 第2部最後の曲のポルカ「騎手」で、マゼールは指揮棒をティンパニ奏者に奇術師ばりのアクションで渡し、自身は「むち」を演奏した。

## 備考
- コンサートの模様が完全収録されたCDが､1996年1月下旬にBMGから発売された（日本盤は同年2月7日に発売）。これはニューイヤー・コンサート音源の商品化の最短記録だった（当時）。また、このコンサートがBMGから商品化されるのも初。
- なおLD、DVD等の映像商品は発売されていない。